# Günther von Krosigk
Günther von Krosigk (Treptow an der Rega, 13. rujna 1860. -  Brumby, 16. lipnja 1938.) je bio njemački admiral i vojni zapovjednik. Tijekom Prvog svjetskog rata zapovijedao je Sjevernomorskim pomorskim područjem. 

## Vojna karijera
Günther von Krosigk rođen je 13. rujna 1860. u Treptow an der Regi. Sin je Rudolfa von Krosigk koji je preminuo kada je Güntheru bilo svega 14 godine, i Antoinette von Krosigk. U svibnju 1896. Krosigk je sklopio brak s Mariom von Veltheim s kojom je imao tri sina.
Krosigk je u mornaricu stupio 1877. godine. Godine 1905. s činom kapetana postaje načelnikom odjela u ministarstvu mornarice. U ožujku 1911. postaje zapovjednikom Istočnoazijske eskadre koju dužnost obnaša do kraja 1912. godine nakon čega postaje ravnateljem odjela u ministarstvu mornarice.

## Prvi svjetski rat
Početak Prvog svjetskog rata Krosigk dočekuje na mjestu zapovjednika Sjevernomorskog pomorskog područja koju dužnost obnaša tijekom cijelog rata. Uz dužnost zapovjednika Sjevernomorskog pomorskog područja obnaša i dužnost zapovjednika fortifikacija carske luke u Wilhelmshavenu. U ožujku 1915. promaknut je u čin admirala.

## Poslije rata
Nakon završetka rata Krosigk se s 8. siječnjem 1919. umirovio, te je ostatak života proveo u Brumbyju. Preminuo je 16. lipnja 1938. godine u 78. godini života u Brumbyju. 